# Batrachuperus tibetanus
Batrachuperus tibetanus е вид земноводно от семейство Hynobiidae. Видът е уязвим и сериозно застрашен от изчезване.

## Разпространение
Разпространен е в Китай.

## Описание
Популацията на вида е намаляваща.